# Cabrales (kommun i Spanien)
Cabrales är en kommun i Spanien. Den ligger i den autonoma regionen Asturien i nordvästra delen av landet, 300 km nordväst om huvudstaden Madrid. Antalet invånare är 1 908 (2024). Arean är 238,83 kvadratkilometer. Cabrales gränsar till Onís, Llanes, Peñamellera Alta, Tresviso, Cillorigo de Liébana och Camaleño. 